# Declaración Universal de los Derechos Humanos Emergentes
La Declaración Universal de los Derechos Humanos Emergentes (DUDHE) es un instrumento programático elaborado por organizaciones de la sociedad civil internacional a fin de cristalizar los Derechos Humanos para el nuevo milenio.  La Declaración está formalmente dirigida a los actores estatales y otras instituciones formales de todo el mundo. La DUDHE es el emergente de un proceso de debate que tuvo origen en el Foro Universal de las Culturas Barcelona 2004, el diálogo denominado "Derechos Humanos, Necesidades Emergentes y Nuevos Compromisos".
Desde la visión plasmada en la Declaración, la sociedad civil desempeña un rol esencial a la hora de dar cuenta de los desafíos sociales, políticos y tecnológicos que plantea la actual sociedad globalizada. 
En este marco, la DUDHE aparece como un instrumento adicional al sistema internacional de los Derechos Humanos, que permite promover y profundizar los Derechos consagrados adaptados a la sociedad global del siglo XXI.  La DUDHE no suple ni reemplaza las declaraciones propias del siglo XX, sino que se presenta como un instrumento para actualizar y contemplar las garantías de Derechos Humanos desde una nueva perspectiva basada en la participación activa de la ciudadanía.